# 国道116号

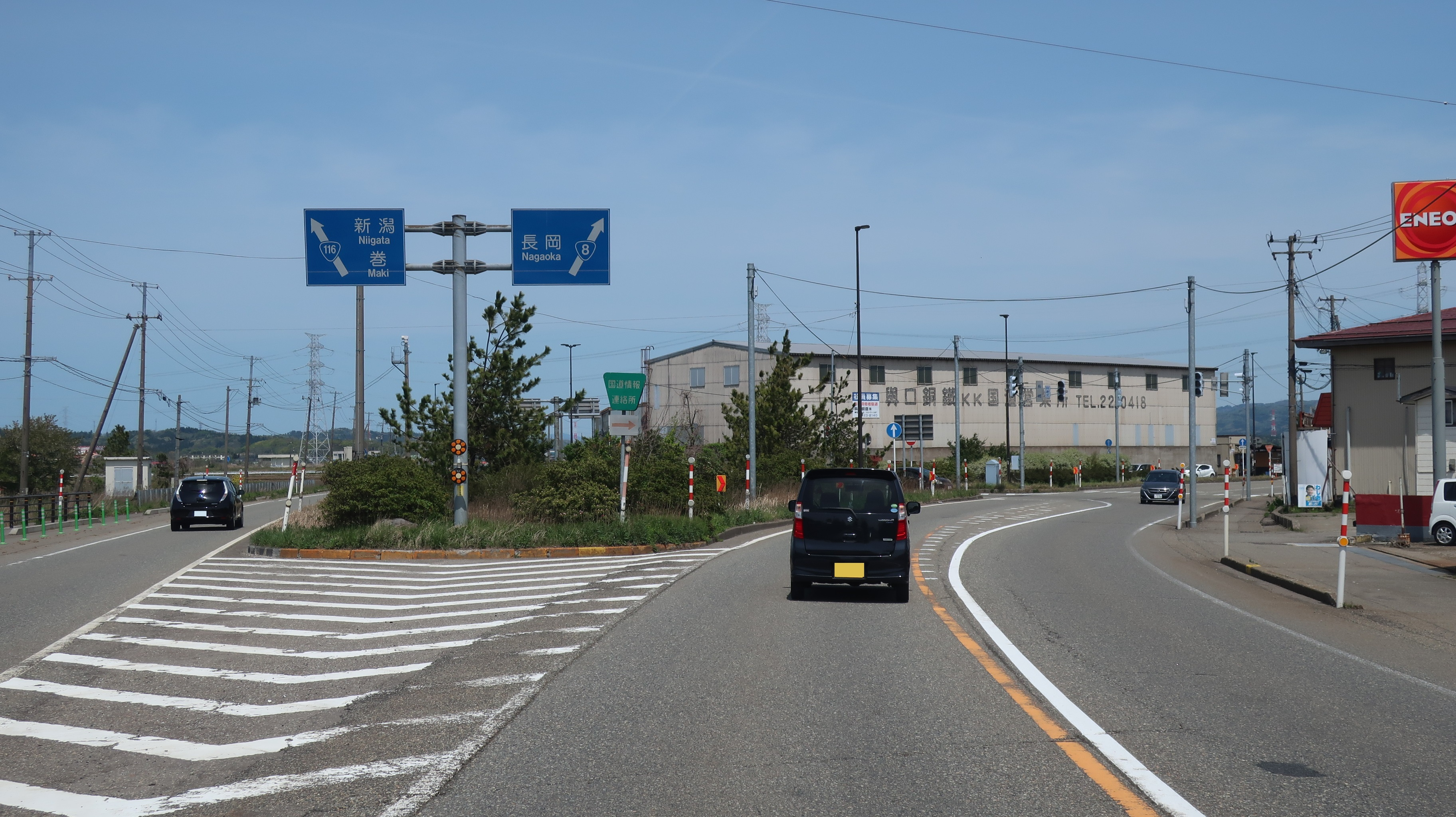
国道116号 起点
新潟県柏崎市 長崎交差点付近

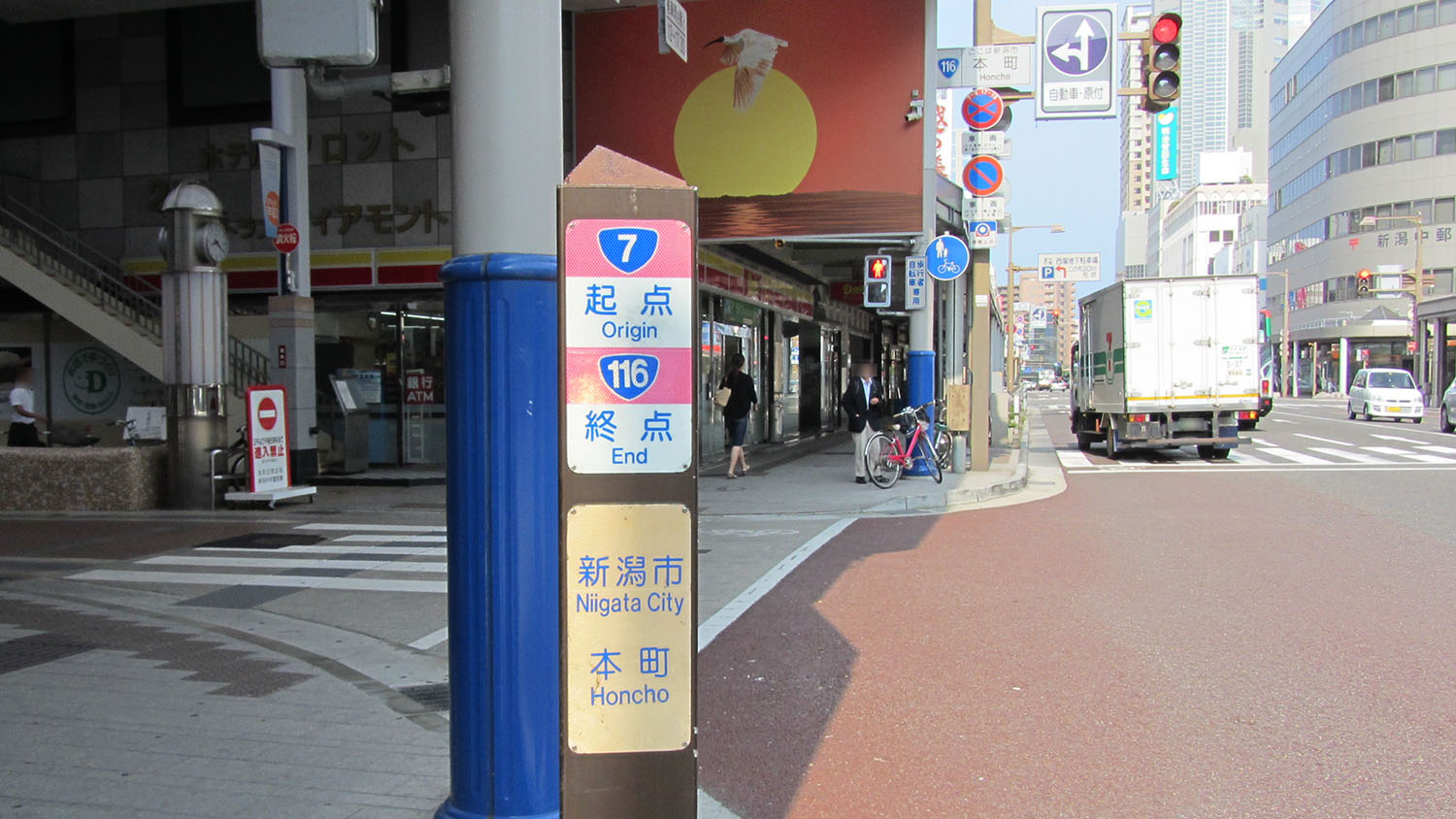
国道116号 終点
新潟市中央区 本町交差点

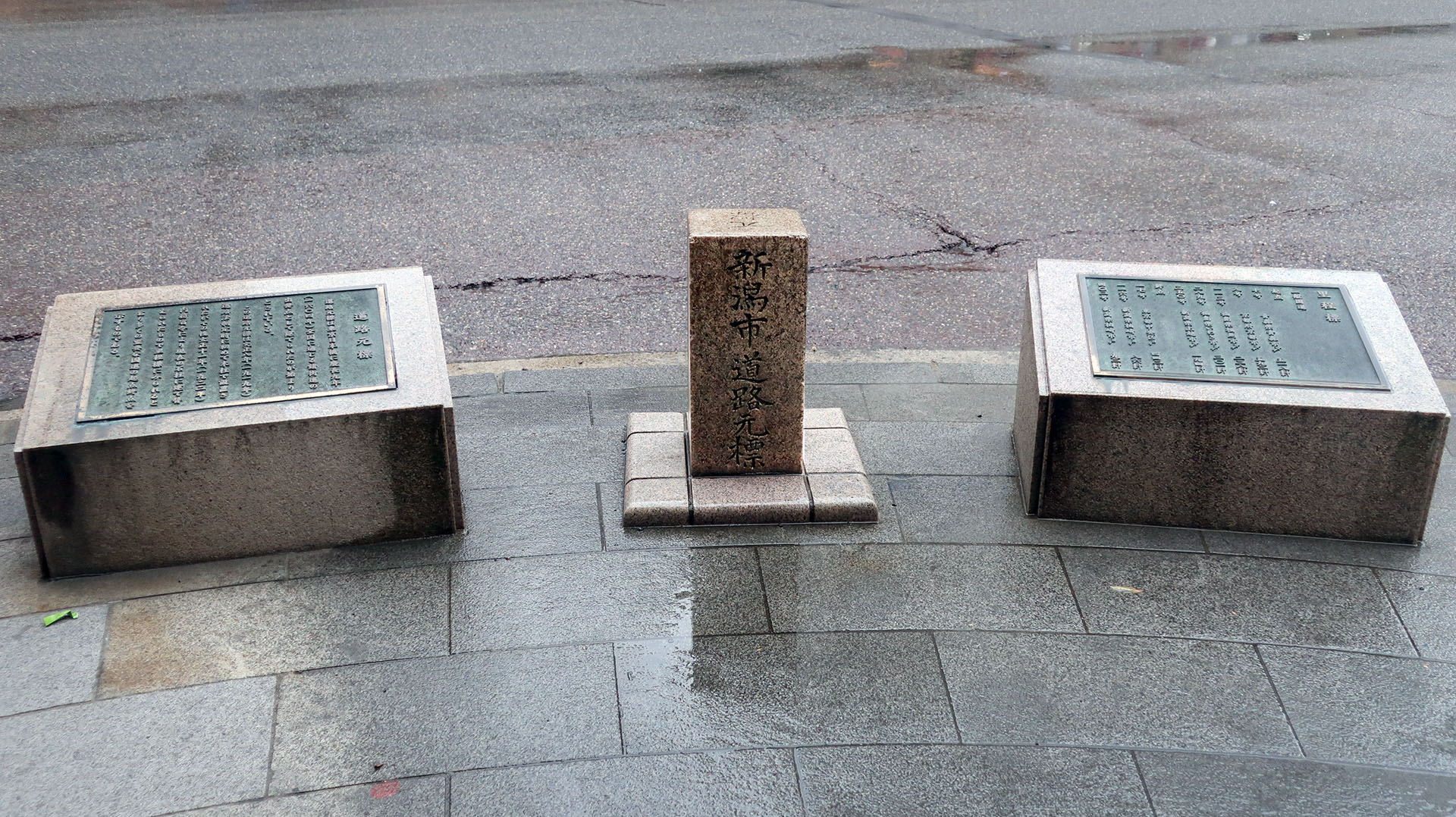
新潟市 道路元標
国道116号 終点
新潟市中央区 本町交差点

国道116号（こくどう116ごう）は、新潟県柏崎市から新潟市中央区に至る一般国道である。

## 概要

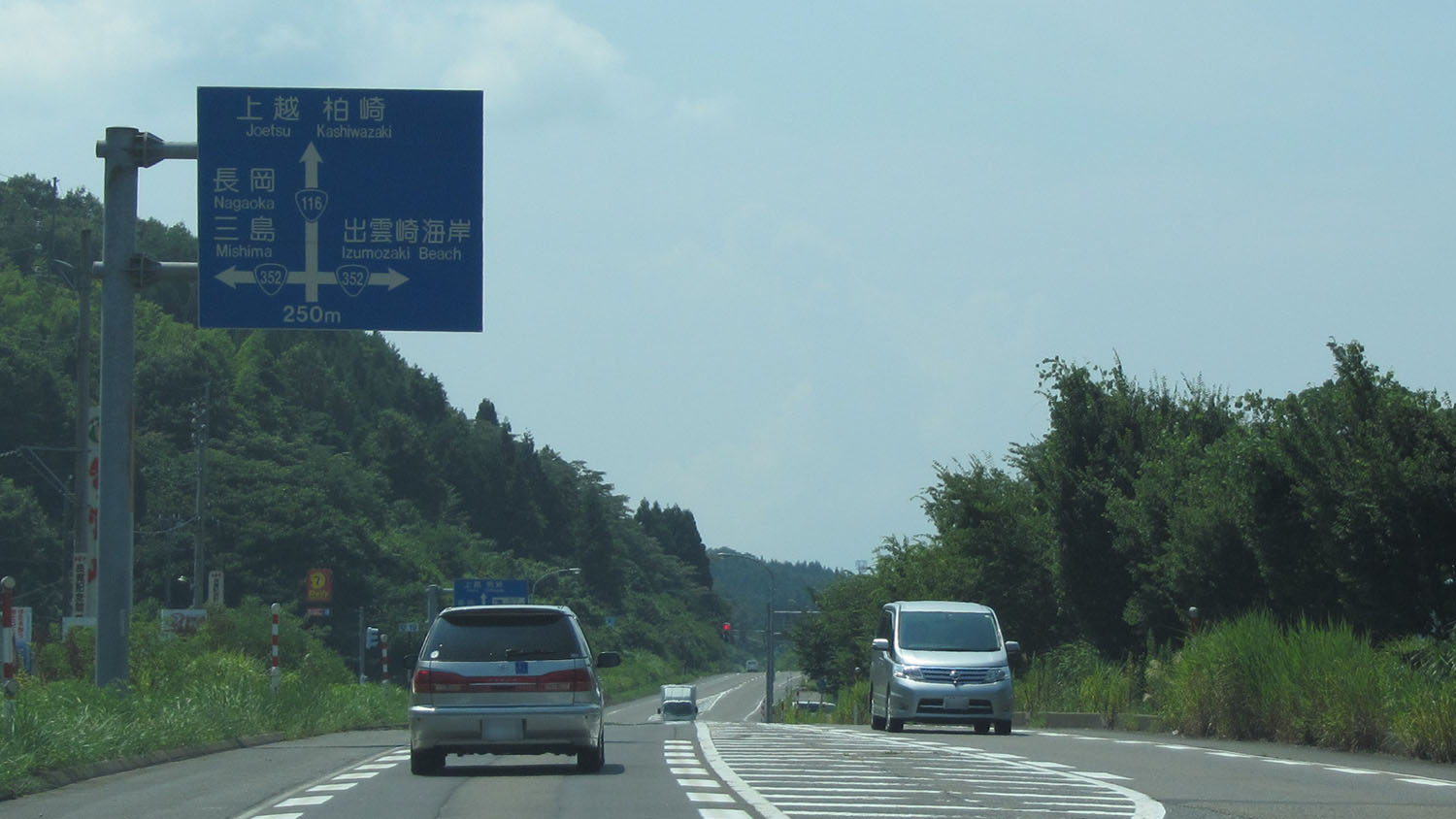
国道352号との交差
新潟県三島郡出雲崎町

新潟県柏崎市の北郊にある長崎交差点で国道8号より分岐し、燕市を経て新潟市中心部まで結ぶ一般国道の路線で、ほぼJR東日本越後線に沿った経路をとる。国道116号の他に柏崎 - 新潟間で並行する道路は、より内陸側で長岡市中心部・三条市を経由する北陸自動車道・国道8号や、日本海の海岸線沿いにルートをとる国道352号・国道402号（日本海夕日ライン）があり、国道116号はこれら路線の中間にあたる。海岸からやや内陸部の起伏が少ない場所を通るため、この区間では最も近道となる。国道8号などとあわせて都市間輸送幹線としての重責を担っており、全線が国土交通省直轄の指定区間となっている。上越市など県西部と新潟市、また関西地方や中部地方と東北地方を結ぶ最短ルートであることなどから、長距離トラックの通行量が比較的多い路線でもある。

### 路線データ
一般国道の路線を指定する政令 に基づく起終点および重要な経過地は次のとおり。
- 起点：柏崎市（柏崎市大字長崎字本合457番2、長崎交差点 = 国道8号交点）
- 終点：新潟市（新潟市中央区本町通七番町1054番2、本町交差点 = 国道7号・国道8号・国道113号・国道289号・国道350号起点、国道17号・国道402号終点）
- 重要な経過地：新潟県刈羽郡刈羽村、三島郡出雲崎町、西蒲原郡吉田町[注釈 2]、同郡巻町[注釈 3]、同郡西川町[注釈 4]
- 総延長 : 78.9 km（新潟県46.9 km、新潟市32.1 km）[2][注釈 5]
- 重用延長 : なし[2][注釈 5]
- 未供用延長 : なし[2][注釈 5]
- 実延長 : 78.9 km（新潟県46.9 km、新潟市32.1 km）[2][注釈 5]
  - 現道 : 78.9 km（新潟県46.9 km、新潟市32.1 km）[2][注釈 5]
  - 旧道 : なし[2][注釈 5]
  - 新道 : なし[2][注釈 5]
- 指定区間：柏崎市大字長崎字本合457番2 - 新潟市中央区本町通七番町1054番2（全線）[3]

## 歴史
現区間の大部分（前述の曽和IC以東の旧区間も含めて）は1960年代から現在にかけて経路変更や道路整備などの改良事業を経て整備が進められたものである。特に1968年（昭和43年）に新潟大学の五十嵐地区移転が決まって以降、並行する越後線や国道402号と共に、新潟市西部の住宅地化が進んだ。旧116号の区間は現在の新潟県道369号黒部柏崎線、刈羽村道、新潟県道574号寺泊西山線、新潟県道374号五千石巻新潟線、新潟県道2号新潟寺泊線、新潟県道16号新潟亀田内野線、国道402号、新潟市道などのそれぞれ一部となっている。
2007年（平成19年）7月16日に発生した新潟県中越沖地震の影響で、国道116号は柏崎市から三島郡出雲崎町にかけての区間で路盤陥没などの被害を受けたが、震災直後の応急工事やその後の復旧工事によって順次修復された。
曽和ICから新潟市中心部に至る区間は、以前西区内野・坂井輪地区を経由していたが2008年（平成20年）4月1日に指定変更された。また曽和IC - 関屋昭和町間の旧区間は同日より新潟市道曽和インター信濃町線および国道402号となり、一般公募によって「西大通り（にしおおどおり）」の愛称が付与されている。

### 年表
- 1953年（昭和28年）5月18日 - 二級国道116号柏崎新潟線（柏崎市 - 新潟市）として指定施行[4]。
- 1965年（昭和40年）4月1日 - 道路法改正により一級・二級区分が廃止されて一般国道116号として指定施行[1]。
- 1973年（昭和48年）4月16日 - 新潟市街地の一部区間を除く全線が指定区間に指定される[5]。
- 1974年（昭和49年）4月22日 - 終点が新潟市学校町通一番町602（新潟市役所前）から本町通七番町1054番の2に変更される[6]。

### 旧道路
- 新潟県道369号黒部柏崎線：柏崎市大字山本 - 柏崎市大字長崎
- 新潟県道215号荒浜中田線：刈羽郡刈羽村大字正明寺
- 新潟県道369号黒部柏崎線：刈羽郡刈羽村大字正明寺 - 刈羽郡刈羽村大字刈羽（山崎交差点）
- 新潟県道73号鯨波宮川線：刈羽郡刈羽村大字刈羽（山崎交差点） - 刈羽郡刈羽村大字滝谷
- 新潟県道23号柏崎高浜堀之内線：刈羽郡刈羽村大字滝谷 - 柏崎市西山町西山
- 新潟県道369号黒部柏崎線：柏崎市西山町西山 - 柏崎市西山町黒部（黒部交差点）
- 新潟県道574号寺泊西山線：柏崎市西山町黒部（黒部交差点） - 長岡市両高（籠田丁字路）
- 新潟県道574号寺泊西山線：長岡市両高（両高交差点） - 長岡市寺泊硲田（硲田交差点）
- 新潟県道374号五千石巻新潟線： 燕市五千石（五千石交差点） - 燕市吉田旭町四丁目（吉田跨線橋西詰交差点）
- 新潟県道223号石瀬吉田線：燕市吉田旭町四丁目（吉田跨線橋西詰交差点） - 西蒲原郡弥彦村大字平野
- 新潟県道374号五千石巻新潟線：西蒲原郡弥彦村大字平野 - 新潟市西蒲区曽根
- 新潟市道巻1-304号線：新潟市西蒲区下和納（巻南交差点） - 新潟市西蒲区中郷屋（中郷屋IC）
- 新潟県道66号白根西川巻線：新潟市西蒲区曽根
- 新潟県道374号五千石巻新潟線：新潟市西蒲区曽根 - 新潟市西蒲区善光寺
- 新潟県道46号新潟中央環状線：新潟市西蒲区善光寺
- 新潟県道374号五千石巻新潟線：新潟市西蒲区善光寺 - 新潟市西区保古野木（保古野木交差点）
- 新潟県道2号新潟寺泊線：新潟市西区槇尾 - 新潟市西区内野町（内野四ツ角交差点）
- 新潟県道16号新潟亀田内野線：新潟市西区内野町（内野四ツ角交差点） - 新潟市中央区関南町（関南町交差点）
- 国道460号：新潟市西蒲区赤鏥（赤鏥交差点 - 赤鏥インターチェンジ）
- 新潟市道曽和インター信濃町線：新潟市西区曽和（曽和インターチェンジ） - 新潟市中央区信濃町（信濃町交差点）
- 国道402号：新潟市中央区信濃町（信濃町交差点） - 新潟市中央区関屋昭和町三丁目（関屋昭和町交差点）
- 新潟県道164号白山停車場女池線：新潟市中央区白山浦一丁目（白山浦一丁目交差点） - 新潟市中央区学校町通一番町（市役所前交差点）

## 路線状況

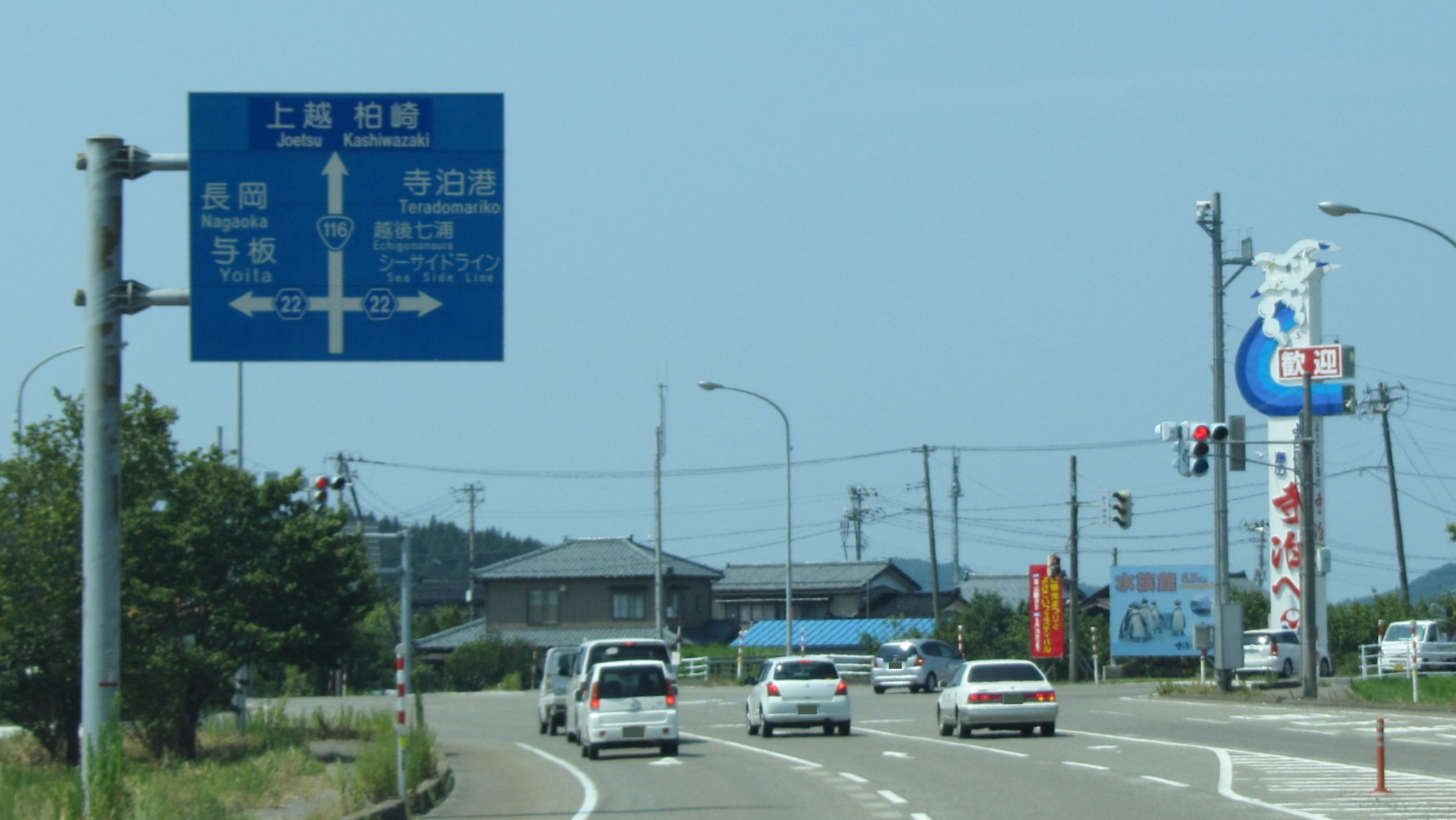
新潟県長岡市寺泊付近
（2011年8月）

柏崎市から出雲崎町、長岡市和島地域・寺泊地域を経由して、寺泊地域と燕市分水地区の間を流れる大河津分水路に架かる大河津橋北詰までの全線がバイパス化もしくは4車線に改良・拡幅されている。大河津橋以北の燕市や新潟市西部の区間は新潟市や三条市のベッドタウンとして機能しており、住宅地となっているほか、ロードサイド店舗が林立していることなどから、特に燕市分水地区・吉田地区、新潟市西蒲区の巻地区・西川地区の各市街地区間は慢性的に渋滞や速度低下が発生しやすい状況にある。
新潟市中心部に近づくにつれ、交通量は徐々に増加する。西区中野小屋地区にある田島交差点は西蒲原広域農道2号線と交差しており、新潟市中心部から西区赤塚地区をはじめ西蒲区西川・巻・岩室地区や燕市分水地区、弥彦村方面へ向かう車両が上り車線で右折待ちすることによって、朝夕の通勤時間帯を中心に渋滞が発生している。かつては道幅が狭く右折車線も設けられていなかったため、ピーク時で約1 kmにおよぶ渋滞が発生していたが、2004年度（平成16年度）に交差点付近の拡幅と右折車線を増設する工事を実施したことによって若干軽減された。この中野小屋地区の延長4 kmの区間は地域高規格道路に指定されており、新潟市の都市計画道路「新潟西道路」として片側2車線・連続立体交差方式のバイパス道路が整備される予定であるが、事業の本格着手時期は未定である。また中野小屋地区周辺は冬季間、悪天候時には猛烈な地吹雪に見舞われる難所で、2010年（平成22年）2月6日には地吹雪の影響でこの中野小屋地区内の区間（約4.5 km）が通行止めとなった上、迂回路となった広域農道では吹きだまりに阻まれるなどして合計100台以上の車両が最長一昼夜にわたって立ち往生するトラブルが発生した。このため新潟国道事務所では2010年（平成22年）冬、路面上の吹きだまりを予防するため道路脇や水田などに設置している防雪柵の設置範囲を広げるなどの対策を講じた。
曽和ICから黒埼ICまで新潟西バイパスを通り、平成大橋で信濃川を東へ渡る。信濃川右岸の新潟美咲合同庁舎（国土交通省北陸地方整備局など各省庁の出先機関が入居している）や新潟県庁などの行政機関周辺を経由して、千歳大橋で再び信濃川を西へ渡る。昭和町交差点から新潟島の中央部を縦貫し、新潟市役所を経由して、本町交差点で終点となる。新潟国道事務所はこの指定区間について「沿線に行政機関が集中していることから、災害など有事の際には行政間の連携強化を図りたい」としている。これによって国道116号は曽和IC以東の全区間が4車線以上となった（黒埼ICのランプウェイ部を除く）。
中央区の新潟市役所周辺は道路が複雑にクランクしていて、急カーブが点在するなど渋滞が発生しがちで支障をきたしていた。2006年（平成18年）3月に市道（学校町通）の一部区間を拡幅して国道をショートカットする区間（通称・学校町ミニバイパス）が開通した。なお、開通後すぐに歩道の狭さが指摘されて道路幅を減少させることで歩道を拡幅したため、結果的に通行区分帯幅が減少した。

### 通称
- 北陸道
- 小須戸線（平成大橋東詰交差点 - 新光町交差点）
- 小張木関屋線（新光町交差点 - 関屋昭和町交差点） - 新潟市の都市計画道路
- 西大通り（関屋昭和町交差点 - 新潟市役所前交差点）
- 蔵所堀通り（関屋本村交差点 - 学校町通二番町交差点）
- 学校町通り（学校町通り交差点 - 新潟市役所前交差点）
- 東中通り（新潟市役所前交差点 - 寄居町交差点）
- 柾谷小路（寄居町交差点 - 本町交差点）

### バイパス

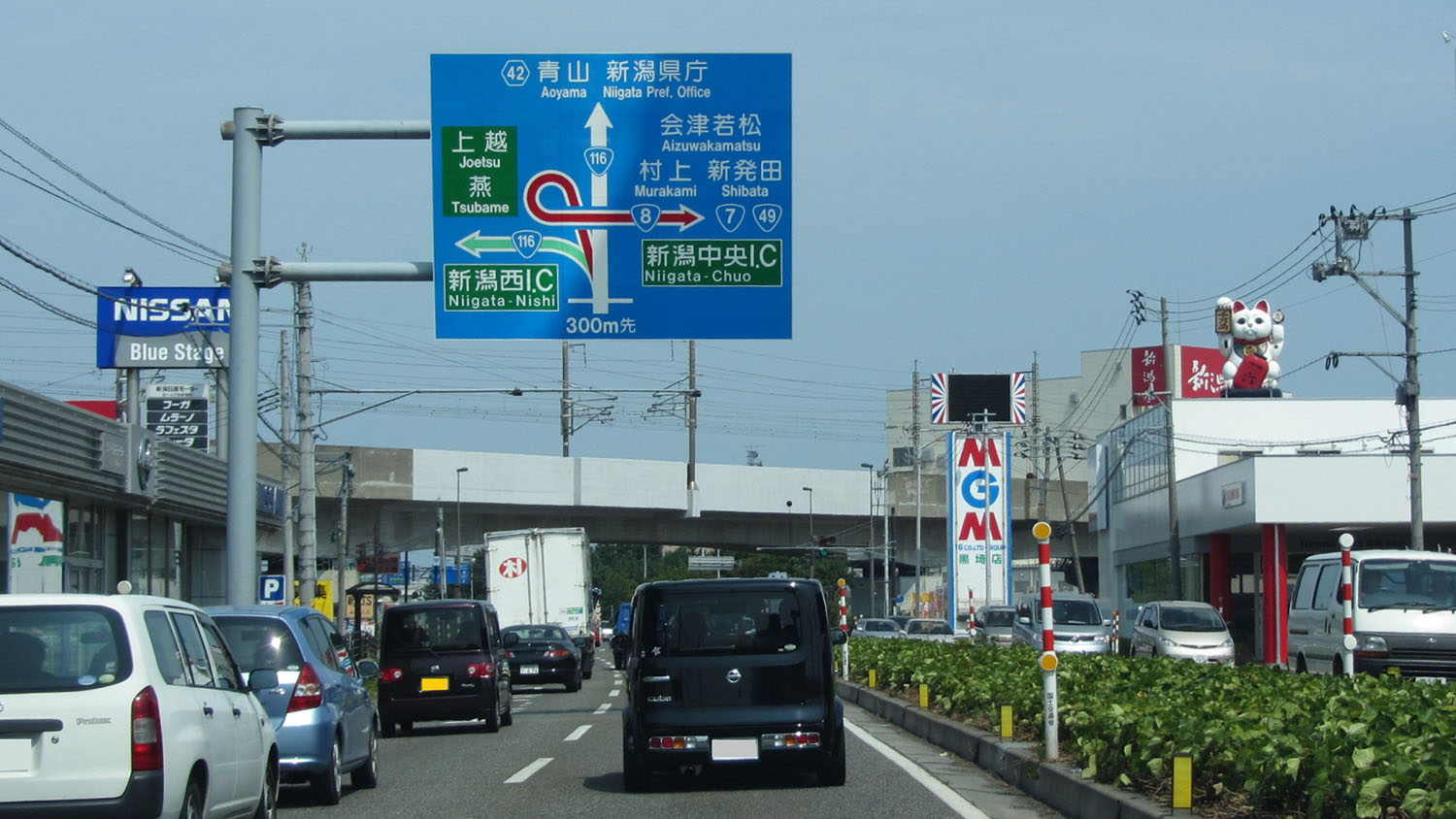
新潟西バイパス 黒埼IC付近
新潟県新潟市西区山田

新潟市西蒲区巻地区の区間については巻バイパスが整備され、2005年（平成17年）1月17日に一部区間が開通、2006年（平成18年）12月26日には残る区間の供用を開始して全線が開通した。また吉田地区についても現区間の交差点付近拡幅に加え、燕市粟生津から現道東側の米納津（よのうづ）などを経由して新潟市西蒲区高橋の巻バイパス南端部付近に至る吉田バイパスの整備計画が進められている。
新潟西バイパスのうち黒埼IC - 新潟西IC間は、もともと北陸自動車道として建設された道路から転用されたもので、これは、北陸自動車道が計画変更され新潟市内で延伸した結果、周辺道路のルート再編によって高速道路から一般国道に変えられたものである。
- 西山バイパス（柏崎市西山町黒部 - 柏崎市西山町別山字荒谷）
- 出雲崎バイパス（柏崎市西山町別山字荒谷 - 長岡市両高）
- 和島バイパス（長岡市両高 - 長岡市寺泊硲田）
西山バイパスから和島バイパスの3路線が1本の路線として機能している。
一部区間はバイパス開通により新潟市に移管（下記参照）
- 吉田バイパス（未開通）（燕市粟生津 - 新潟市西蒲区高橋）
燕市熊森から新潟市西蒲区高橋に至る延長11.5 kmのバイパスおよび現道拡幅事業。2020年度（令和2年度）に新規事業化[10]。
- 巻バイパス（新潟市西蒲区下和納 - 新潟市西蒲区中郷屋）
2006年12月の巻バイパス開通に伴い、旧区間は新潟市に移管。
- 新潟西道路
  - 新潟西バイパス・新潟バイパス・新新バイパスと共に地域高規格道路新潟東西道路を構成する。
- 新潟西バイパス（新潟市西区曽和 - 新潟市西区山田）
2008年4月の新潟市西・中央両区内の経路変更に伴い、旧区間は新潟市に移管。
- 学校町ミニバイパス（新潟市中央区学校町通二番町 - 新潟市中央区学校町通一番町）
2006年（平成18年）3月の学校町ミニバイパス開通に伴い、旧区間は新潟県・新潟市に移管（県道区間は2007年（平成19年）4月に市へ移管）

### 重複区間

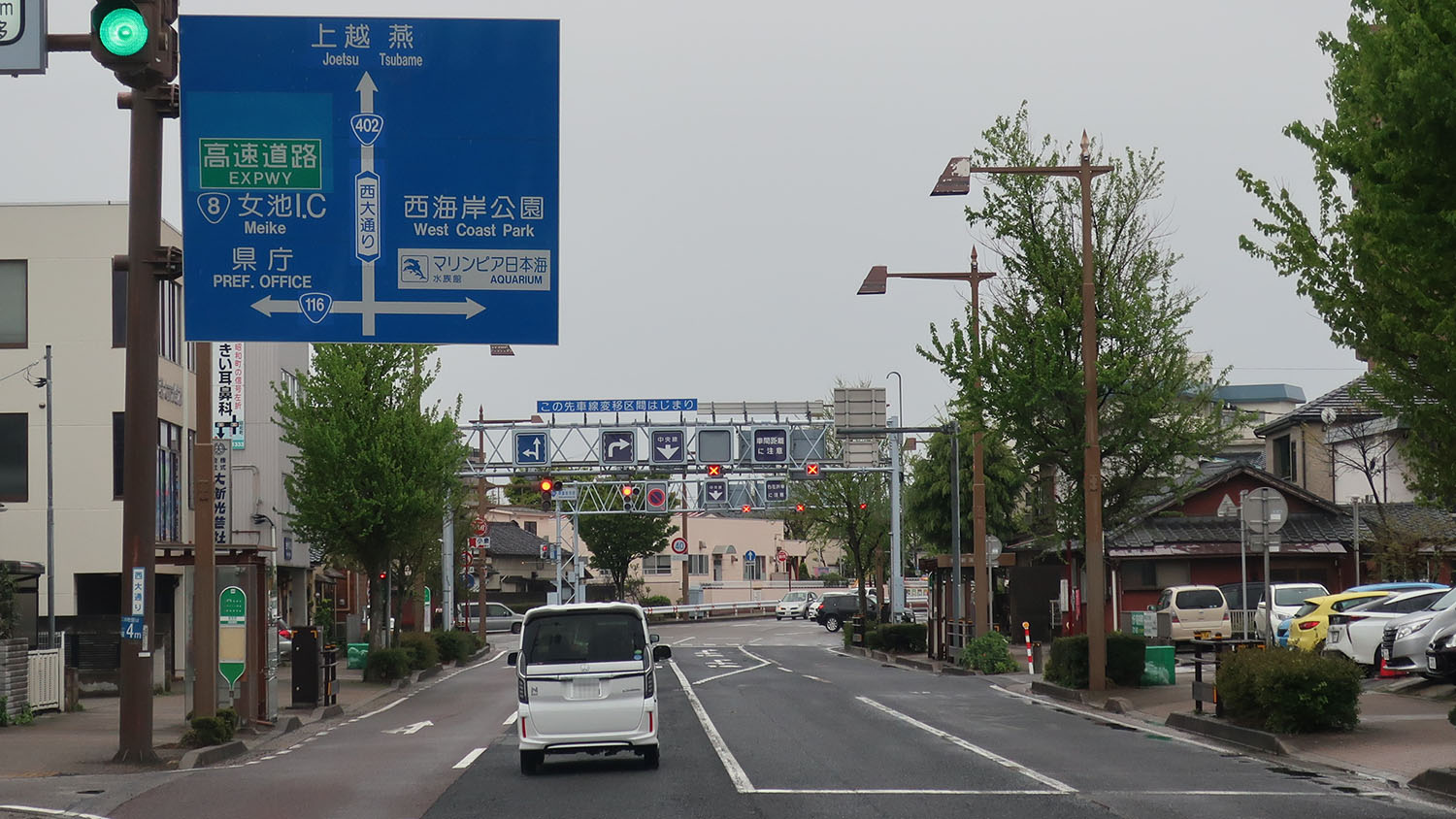
国道402号（重複区間）からの分岐
新潟市中央区 関屋昭和町交差点

- 国道289号（燕市吉田春日町・春日町交差点 - 新潟市中央区本町通七番町・本町交差点（終点））
- 国道402号（新潟市中央区昭和町・関屋昭和町交差点 - 新潟市中央区本町通七番町・本町交差点（終点））

### 道路施設

#### 橋梁
- 大河津橋（長岡市 - 燕市）
- 西川橋（新潟市西区） : 180 m
- 新川橋（新潟市西区） : 184 m
- 東部幹線水路橋（新潟市西区） : 92 m
- 平成大橋（新潟市西区 - 新潟市中央区）
- 千歳大橋（新潟市中央区）

#### トンネル
- 八幡林トンネル（長岡市） : 101 m

#### 道の駅
- 道の駅西山ふるさと公苑（柏崎市）
- 道の駅良寛の里わしま（長岡市）

### 交通量
2010年度（平成22年度道路交通センサスより）
平日24時間交通量（台）
| 地点                        | 台数   |
| --------------------------- | ------ |
| 長岡市寺泊硲田              | 09,729 |
| 燕市吉田西太田              | 15,783 |
| 新潟市西蒲区潟頭            | 14,886 |
| 新潟市西蒲区巻              | 17,261 |
| 新潟市西区田島              | 29,655 |
| 曽和IC - 高山IC             | 25,254 |
| 高山IC - 新通IC             | 33,144 |
| 新通IC - 亀貝IC             | 45,675 |
| 亀貝IC - 小新IC             | 55,477 |
| 小新IC - 新潟西IC           | 76,203 |
| 新潟西IC - 黒埼IC           | 98,560 |
| 新潟市西区山田              | 35,026 |
| 新潟市中央区美咲町二丁目4-8 | 25,284 |
| 新潟市中央区新光町          | 34,750 |
| 新潟市中央区関新一丁目      | 18,047 |

## 地理

### 通過する自治体
- 新潟県
  - 柏崎市 - 刈羽郡刈羽村 - 柏崎市 - 三島郡出雲崎町 - 長岡市 - 燕市 - 新潟市（西蒲区 - 西区 - 中央区）

### 交差する道路
柏崎市
- 国道8号（長崎交差点）

刈羽村
- 新潟県道73号鯨波宮川線（刈羽交差点）

柏崎市
- 新潟県道393号礼拝長岡線（和田交差点）
- 新潟県道23号柏崎高浜堀之内線（同）
- 新潟県道574号寺泊西山線（黒部交差点）
- 新潟県道23号柏崎高浜堀之内線（坂田・鬼王交差点）- 北陸自動車道・西山インターチェンジは南東へ約1 km
- 新潟県道393号礼拝長岡線（二田交差点）
- 新潟県道48号長岡西山線（荒谷インターチェンジ）

出雲崎町
- 国道352号（川西交差点）
- 新潟県道193号出雲崎柿の木小島谷線（沢田交差点）

長岡市
- 新潟県道574号寺泊西山線（籠田丁字路）
- 新潟県道192号久田小島谷線（落水交差点）
- 新潟県道574号寺泊西山線（両高交差点）
- 新潟県道169号寺泊与板線（島崎）
- 新潟県道574号寺泊西山線（上桐IC）
- 新潟県道574号寺泊西山線（硲田交差点）
- 新潟県道22号長岡寺泊線（敦ヶ曽根北交差点）

燕市
- 新潟県道165号見附分水線（五千石交差点）- 分水高架橋下
- 新潟県道374号五千石巻新潟線（同）
- 新潟県道18号燕地蔵堂線（笈ヶ島交差点）
- 新潟県道68号燕分水線（粟生津駅入口）
- 新潟県道68号燕分水線（下粟生津交差点）
- 国道289号（吉田春日町交差点）
- 新潟県道29号吉田弥彦線（同）
- 新潟県道250号月潟吉田線（富永交差点）

新潟市西蒲区
- 西蒲原広域農道11号線（下和納交差点）
- 新潟県道55号新潟五泉間瀬線（富岡交差点）
- 国道460号巻南バイパス（赤鏥IC交差点）
- 国道460号（巻中央IC交差点）
- 新潟県道380号今井巻線（巻北IC交差点）
- 新潟県道66号白根西川巻線（旗屋交差点）
- 新潟県道46号新潟中央環状線（善光寺交差点）

新潟市西区
- 新潟県道46号新潟中央環状線（= 新設区間、明田交差点）
- 新潟県道374号五千石巻新潟線（保古野木交差点）
- 西蒲原広域農道2号線（田島交差点）
- 新潟市道曽和インター信濃町線1号（西大通り）（曽和インターチェンジ）
- 新潟県道2号新潟寺泊線（高山インターチェンジ）※ハーフIC。新発田方面への流入・流出のみ
- 新潟県道44号新潟燕線（亀貝インターチェンジ）
- 北陸自動車道（新潟西インターチェンジ）
- 国道8号（※国道8号重複 = 国道17号）（黒埼インターチェンジ）
- 新潟県道42号新潟黒埼インター線（山田・平成大橋西詰交差点）

新潟市中央区
- 新潟県道1号新潟小須戸三条線（鳥屋野・平成大橋東詰交差点）
- 新潟県道51号新潟黒埼インター笹口線（出来島交差点）
- 新潟県道1号新潟小須戸三条線（新光町交差点）
- 新潟県道16号新潟亀田内野線（同）
- 新潟県道16号新潟亀田内野線（千歳大橋西詰交差点）
- 国道402号（関屋昭和町交差点）
- 新潟県道164号白山停車場女池線（新潟市役所前交差点）
- 国道7号（※国道7号重複=国道8号、国道17号、国道113号、国道350号）（本町交差点）
- 新潟県道565号郷土資料館線（同）